# Kiyonao Ichiki
Kiyonao Ichiki (一木 清直 Ichiki Kiyonao,  16. oktober 1892 – 21. august 1942) var en officer i den kejserlige japanske hær under 2. verdenskrig.

## Biografi

### Tidlige år
Ichiki blev født i Shizuoka-præfekturet og tog eksamen i den 28. årgang fra den kejserlige japanske officersskole i 1916. Han gjorde efterfølgende tjeneste i to omgange som instruktør ved den kejserlige hærs infanteriskole i Chiba.

### Krigen i Kina
Efter at være blevet forfremmet til major i 1934 blev Ichiki overført til den japanske garnisonsarmé som betaljonschef i 1. infanteriregiment i 1936. Den 7. juli 1937 gennemførte japanerne et øvelsesangreb omkring broen og skød øvelsespatroner af. Kineserne, som troede, at et angreb var på vej, affyrede nogle få virkningsløse artillerigranater. En japansk soldat dukkede ikke op til mønstring den følgende morgen, hans kompagnichef, Kiyonao Ichiki, troede at kineserne havde taget ham til fange. Han beordrede øjeblikkeligt et angreb på Wanping, som blev forløberen for det første rigtige slag i den Anden kinesisk-japanske krig. Se Episoden på Marco-Polo-Broen.
Efter at være blevet kaldt tilbage til Japan kort efter episoden fungerede Ichiki som instruktør i specialiseret militærudstyr og han underviste fra 1938 til 1940.

### Stillehavskrigen
Ved starten af Stillehavskrigen i 1941 blev Ichiki forfremmet til oberst og blev chef for det 28. infanteriregiment i 7. division, som bestod af 3.000 tropper og som skulle angribe og besætte Midway. Det japanske nederlag i Slaget ved Midway i juni betød at denne operation blev opgivet.
I august 1942 blev Ichiki og hans regiment overført til 17. armé på sydfronten med base på Truk i Carolinerne. Efter at allierede styrker var gået i land på Guadalcanal i Salomonøerne, fik Ichiki til opgave at tage en del af sit regiment (2. bataljon af 28. infanteriregiment med artilleri og ingeniører – kaldet "Ichiki enheden" – og generobre Henderson Field flyvepladsen og fordrive de allierede styrker fra øen.
Den 19. august overførte seks japanske destroyere Ichiki og hans 916 tropper fra Truk til Taivu Point på Guadalcanal. Ichiki havde fået ordre til at vente i brohovedet på resten af hans regiment, men da han konstaterede at
stranden var mennesketom og at øen tilsyneladende kun var let forsvaret, undervurderede Ichiki groft den amerikanske styrke, efterlod en bagtrop på 125 mand og tog af sted for at gennemføre et natligt frontalangreb mod de amerikanske stillinger. Hvad Ichiki ikke vidste var, at de amerikanske marinesoldater var klar over at han var gået i land og var forskanset i forsvarsstillinger. I slaget ved Tenaru den 21. august 1942 blev Ichiki med ekstremt store tab.
Beretningerne om hvordan han døde er ikke enige. Mindst en beretning hævder at Ichiki blev dræbt i kamp under slaget. Andre hævder at han begik seppuku som følge af det ydmygende nederlag i slaget. Selv om hans angreb slog fejl blev han efter sin død forfremmet til generalmajor.

### Bøger
- Crowley, James. "A Reconsideration of the Marco Polo Bridge Incident," Journal of Asian Studies, Vol. XXII, No. 3 (May 1963).
- Dupuy, Trevor N. (1992). Encyclopedia of Military Biography. I B Tauris & Co Ltd. ISBN 1-85043-569-3.
- Frank, Richard (1990). Guadalcanal: The Definitive Account of the Landmark Battle. New York: Random House. ISBN 0-394-58875-4.
- Fuller, Richard (1992). Shokan: Hirohito's Samurai. London: Arms and Armor. ISBN 1-85409-151-4.
- Harries, Meirion; Harries, Susie (1994). Soldiers of the Sun : The Rise and Fall of the Imperial Japanese Army. New York: Random House. ISBN 0-679-75303-6.
- Smith, Michael T. (2000). Bloody Ridge: The Battle That Saved Guadalcanal. New York: Pocket. ISBN 0-7434-6321-8.
- Spence, Jonathan D. (1990). The Search for Modern China. New York: Norton & Company. ISBN 0-8129-6858-1.
- Tolland, John (2003). The Rising Sun: The Decline and Fall of the Japanese Empire, 1936-1945. Modern Library. ISBN 0-8129-6858-1.
- United States War Department; Isby (Introduction), David; Ethell (Afterword), Jeffrey (1991) [genoptryk af 1944 udgaven]. Handbook on Japanese Military Forces. Baton Rouge og London: Louisiana State University Press. ISBN 0-8071-2013-8.

### Eksterne kilder
- Chen, Peter. "Ichiki Kiyonao". WW2 Database.